# Пейсли
Пе́йсли или Пейзли (англ. Paisley, гэльск. Pàislig) — город в Шотландии, административный центр области Ренфрушир.
По преданию святой Мирин построил здесь первую католическую церковь в Шотландии до времён Реформации.

## Уроженцы
- Батлер, Джерард
- Бёрнетт, Джон Харрисон
- Галлахер, Уильям
- Кэмпбелл, Джон Росс
- Моффат, Стивен
- Пис, Джеймс (композитор)
- Рафферти, Джерри
- Ширлоу, Вальтер
- Макгиллион, Пол
- Нутини, Паоло
- Дэвид Эллардис — шорт-трекист, двукратный призёр чемпионата Европы по шорт-треку[3], участник зимних Олимпийских игр 1998 и 2002 года[4][5].